# بيدرو أغوستين غيرون
بيدرو أغوستين غيرون هو عسكري وسياسي إسباني، ولد في 2 يناير 1778 في سان سيباستيان في إسبانيا، وتوفي في 14 مايو 1842 في مدريد في إسبانيا. انتخب عضو مجلس الشيوخ الإسباني ‏ وانتخب وزير الدفاع ‏.